# Вивьер
Вивье́р (фр. Vivières) — коммуна во Франции, находится в регионе Пикардия. Департамент коммуны — Эна. Входит в состав кантона Вилле-Котре. Округ коммуны — Суассон.
Код INSEE коммуны — 02822.

## Население
Население коммуны на 2010 год составляло 400 человек.
| 1962 | 1968 | 1975 | 1982 | 1990 | 1999 | 2010 |
| ---- | ---- | ---- | ---- | ---- | ---- | ---- |
| 356  | 372  | 360  | 313  | 337  | 385  | 400  |

## Экономика
В 2010 году среди 269 человек трудоспособного возраста (15—64 лет) 194 были экономически активными, 75 — неактивными (показатель активности — 72,1 %, в 1999 году было 69,1 %). Из 194 активных жителей работали 179 человек (98 мужчин и 81 женщина), безработных было 15 (9 мужчин и 6 женщин). Среди 75 неактивных 27 человек были учениками или студентами, 22 — пенсионерами, 26 были неактивными по другим причинам.